# Маскаренські острови

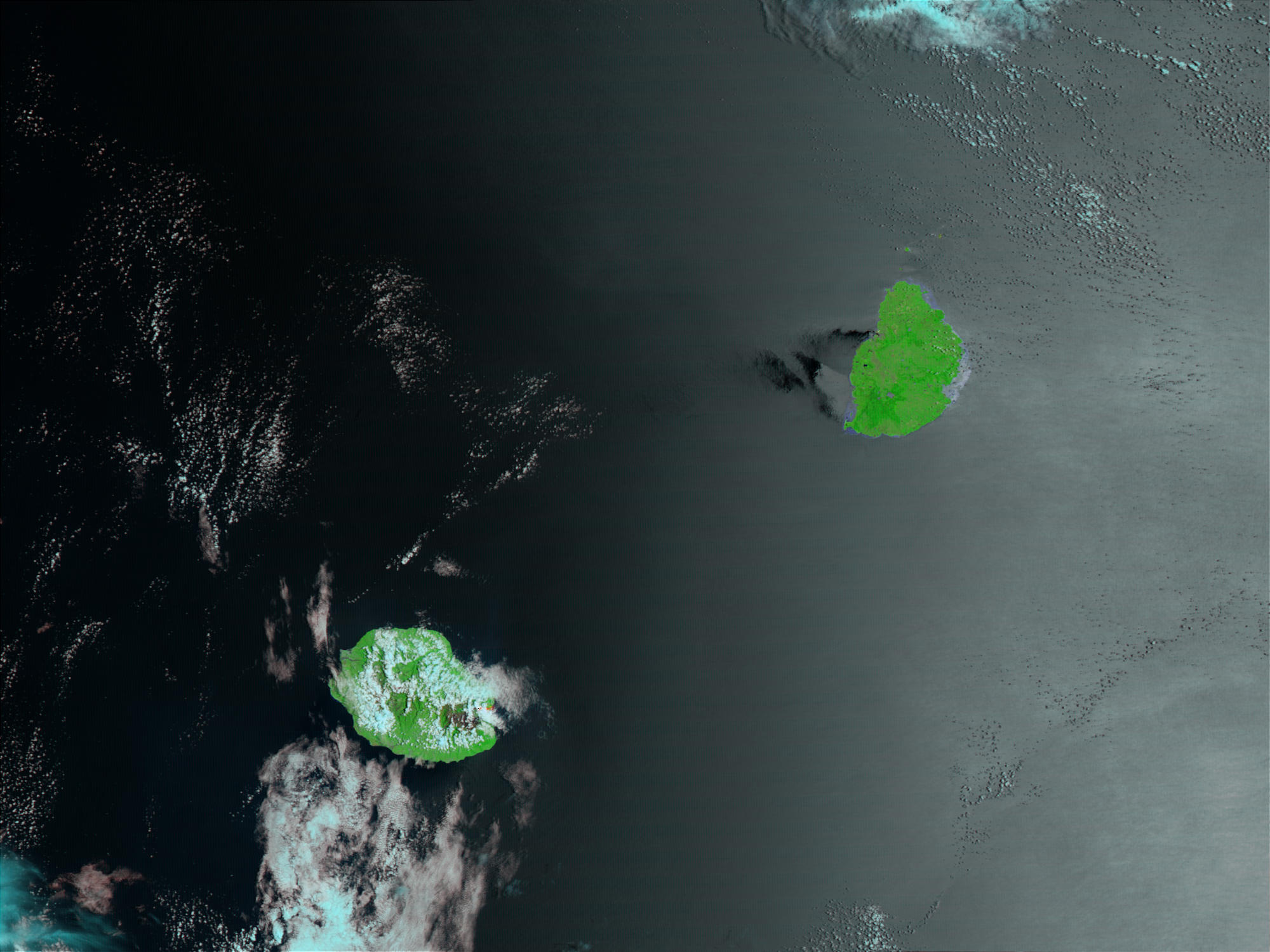
Супутниковий знімок Реюньйону (ліворуч) та Маврикію (праворуч)

Маскаренські острови (англ. Mascarene Islands англійська [mæskəˈriːn]; фр. Mascareignes) — острови, розташовані у західній частині Індійського океану поблизу Африки, за 700 км на схід від Мадагаскару. Загальна площа близько 4,5 тис. км². Складаються з островів Маврикій (2,04 тис. км²), Реюньйон (2,5 тис. км²), Родригес (0,1 тис. км²) та скель Каргадос-Карахос.

## Історія
Рання колоніальна історія островів відзначалася їх послідовним підкоренням різними європейськими державами - португальці, голландці, французи та британці правили деякими або всіма островами.
Близько 1507 року дослідник Діогу Фернандіш Перейра відкрив Маврикій частину островів архіпелагу. У 1538 році португалець Діогу Родрігіш відкрив острів Родрігес, який був названий на його честь і дав назву архіпелагу вж островів Маскаренські острова на честь португальського мореплавця і віце-короля Португальської Індії Педру де Машкареньяша.
Територія залишалася під номінальним португальським правлінням, поки Етьєн де Флакур не прибув з французькою морською ескадрою і не заволодів островами в 1649 році. З 4 червня 1735 р. по 23 березня 1746 р. єдина колонія Французьких Маскаренських островів під керівництвом одного генерал-губернатора включала острів Іль-де-Франс (тепер Маврикій), Іль-Бурбон (Реюньйон) і Сешельські острови. 14 липня 1767 року острови стали колонією французької корони, яка все ще управлялась одним генерал-губернатором. З 3 лютого 1803 року до 2 вересня 1810 року французька колонія Indes-Orientales під керівництвом генерал-капітана (фр. capitaine général) включала Реюньйон і (номінально) Сейшельські острови.

## Геологія

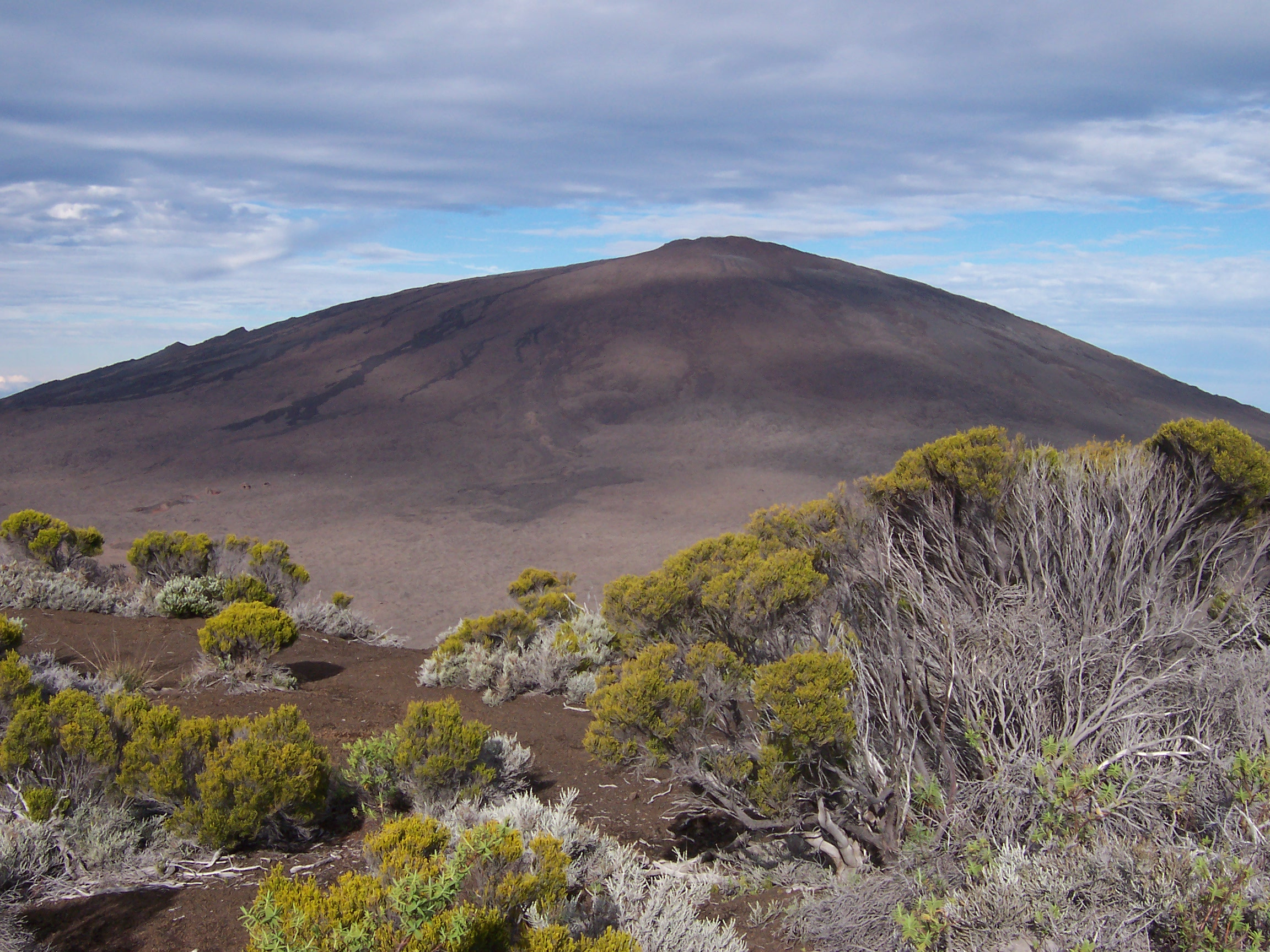
Пітон-де-ла-Фурнез

На островах на давніх архейських породах залягають вулканічні породи. Найвища точка — діючий щитовий вулкан Пітон-де-ла-Фурнез (2631 м) на острові Реюньйон.

## Клімат
Середня річна температура — близько 25 °C. Переважає клімат вологих тропічних лісів, особливо багато опадів на східному узбережжі (до 3500 мм). Рік у рік спостерігаються великі коливання кількості опадів.

## Флора

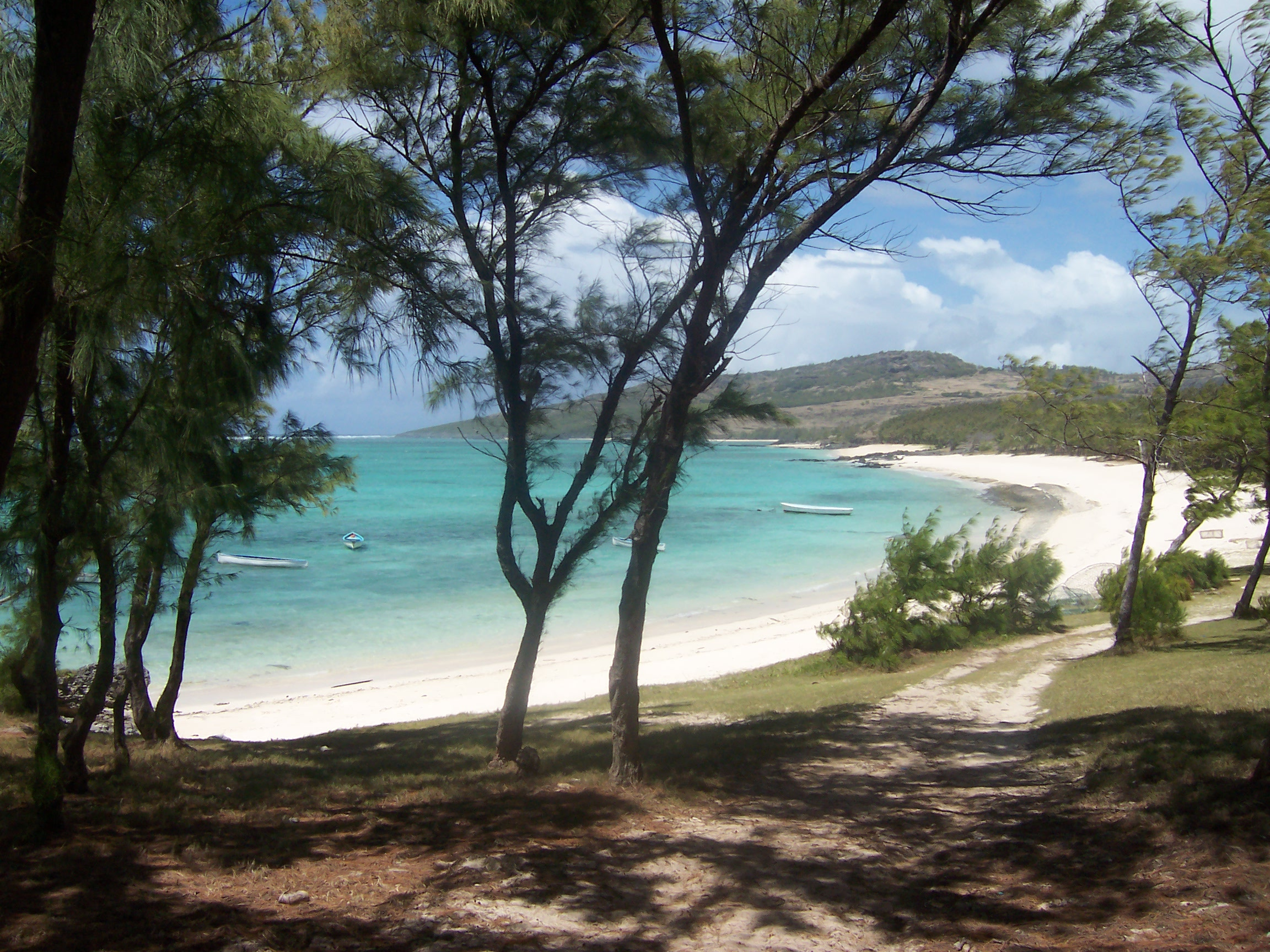
Узбережжя Родригеса

Природна рослинність, яка має тропічний характер, у значній частині знищена людиною і витиснута завезеними рослинами, переважно цукровою тростиною. Флора Реюньйону характеризується численністю папоротей (до 240 видів), серед яких зустрічаються і деревоподібні. Для місцевих дощових лісів характерні також Imbricaria petiolaris з незвичайно міцною деревиною, Sideroxylon cinereum та Acacia heterophylla. Дерева піднімаються до 1300 м висоти над рівнем моря і тільки вічнозелена Monomia rotundifolia добирається до 2000 м.

## Фауна
Фауна Маскаренських островів дуже ендемічна і має різко виявлений острівний характер. Зовсім недавно знищено велетенські черепахи (†Cylindraspis peltastes) і птах дронт (додо) (†Pezophaps solitaria).

## Населення

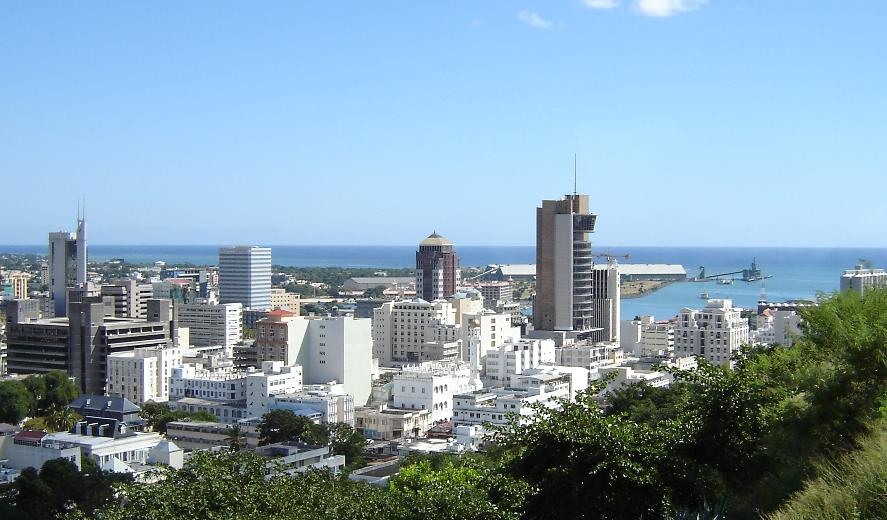
Порт-Луї

На островах, станом на 2007 рік, живе близько 2 млн чоловік (мулати, індуси, китайці, французи, англійці та інші). Головне місто і порт Маврикію — Порт-Луї; головне місто Реюньйону — Сен-Дені.